# Đội tuyển Davis Cup Cuba
Đội tuyển Davis Cup Cuba đại diện Cuba ở giải đấu quần vợt Davis Cup và được quản lý bởi Liên đoàn quần vợt Cuba.
Cuba hiện tại thi đấu ở Nhóm III khu vực châu Mỹ. Họ từng thi đấu ở Nhóm Thế giới năm 1993.

## Lịch sử
Cuba lần đầu tiên tham gia Davis Cup vào năm 1924.

## Đội hình hiện tại (2017)
- Osmel Rivera Granja
- Yasier Estrada
- Omar Hernandez Moreno
- Denilson Martinez